# Aliança dos Cidadãos Descontentes
A Aliança dos Cidadãos Descontentes (em tcheco/checo: Akce Nespokojených Občanů), mais conhecido pelo acrónimo ANO (em português: SIM), é um partido político da República Checa.
Em 2011, o ANO surgiu como um movimento anticorrupção criado por Andrej Babiš e, em 2012, se converteu num partido. Declaradamente, o objetivo do partido é participar das eleições em todos os níveis e promover um ambiente mais favorável para empresários e comerciantes, eliminar a corrupção e a politicagem, bem como promover a geração de emprego. Babiš o descreve como um "partido de direita com sensibilidade social".
O ANO mantém uma postura populista e sincrética, chegando a acolher adeptos do liberalismo conservador e ser descrito como um "partido de negócios" favorável à corporatocracia. Além disso, é membro do Partido da Aliança dos Liberais e Democratas pela Europa.
Apesar de um mal resultado nas eleições para o Senado em 2012, obteve um sucesso significativo nas eleições para a Câmara dos Deputados em 2013, nas quais conquistou 18,65% dos votos e 47 assentos, ficando apenas atrás do Partido Social-democrata Checo na quantidade de votos. Em seguida, ambos os partidos formaram uma coalizão com a/o União Cristã e Democrata - Partido do Povo Checoslovaco.
Nas eleições de 2017 para a Câmara dos Deputados do Parlamento, o ANO saiu vitorioso, obtendo 29,64% dos votos e 78 assentos. De 2018 a 2021, o segundo governo de Andrej Babiš comandou o país contando com cinco ministros do Partido Social-democrata Checo e apoio do Partido Comunista da Boêmia e Morávia de julho de 2018 a abril de 2021. 

## Resultados eleitorais

### Eleições presidenciais
| Ano  | Candidato    | 1.º turno | 1.º turno | 1.º turno      | 2.º turno | 2.º turno | 2.º turno      |
| Ano  | Candidato    | CI.       | Votos     | %              | CI.       | Votos     | %              |
| ---- | ------------ | --------- | --------- | -------------- | --------- | --------- | -------------- |
| 2023 | Andrej Babiš | 2.º       | 1 952 213 | 34,99 / 100,00 | 2.º       | 2 400 271 | 41,68 / 100,00 |

### Eleições legislativas
| Data | Cl. | Votos     | %              | +/-   | Deputados |      | Status   |
| ---- | --- | --------- | -------------- | ----- | --------- | ---- | -------- |
| 2013 | 2.º | 927 240   | 18,66 / 100,00 | Novo  | 47 / 200  | Novo | Governo  |
| 2017 | 1.º | 1 500 113 | 29,64 / 100,00 | 10,98 | 78 / 200  | 31   | Governo  |
| 2021 | 2.º | 1 458 140 | 27,13 / 100,00 | 2,51  | 72 / 200  | 6    | Oposição |

### Eleições europeias
| Data | Cl. | Votos   | %              | +/-  | Deputados | +/-  |
| ---- | --- | ------- | -------------- | ---- | --------- | ---- |
| 2014 | 1.º | 244 501 | 16,13 / 100,00 | Novo | 4 / 21    | Novo |
| 2019 | 1.º | 502 343 | 21,18 / 100,00 | 5,15 | 6 / 21    | 2    |
| 2024 | 1.º | 776 158 | 26,12 / 100,00 | 4,94 | 7 / 21    | 1    |